# 23 Dywizja Desantowa
23 Dywizja Desantowa (23 DDes) – związek taktyczny Sił Zbrojnych PRL.

## Formowanie i zmiany organizacyjne
Jesienią 1958, wykorzystując ludzi i sprzęt rozformowanych 3 i 5 Brygady Obrony Wybrzeża oraz 32 batalion czołgów i artylerii pancernej, utworzono 23 Dywizję Piechoty według etatu nr 2/235-2/249.
W styczniu 1963  przeprowadzono reorganizację ostatniej dywizji piechoty w Wojsku Polskim. Początkowo planowano, że 23 Dywizja zostanie przeformowana na dywizję zmechanizowaną. Z zamiaru tego jednak zrezygnowano, w związku z lansowaną koncepcją z rozwinięcia Frontu Polskiego (Nadmorskiego), w której to dostrzegano potrzebę wykorzystania w działaniach bojowych desantu morskiego. Stąd też 23 DP postanowiono przeformować na dywizję desantową. W skład nowego związku taktycznego wszedł 3 pułk piechoty morskiej z Marynarki Wojennej. Dywizję przeniesiono na etaty wojenno-pokojowe. W czasie pokoju dywizja podporządkowana była dowódcy Pomorskiego Okręgu Wojskowego.
8 października 1963 dywizja przemianowana została na 7 Łużycką Dywizję Desantową.

## Dowódca dywizji
- gen. bryg. Otton Roczniok

## Struktura organizacyjna

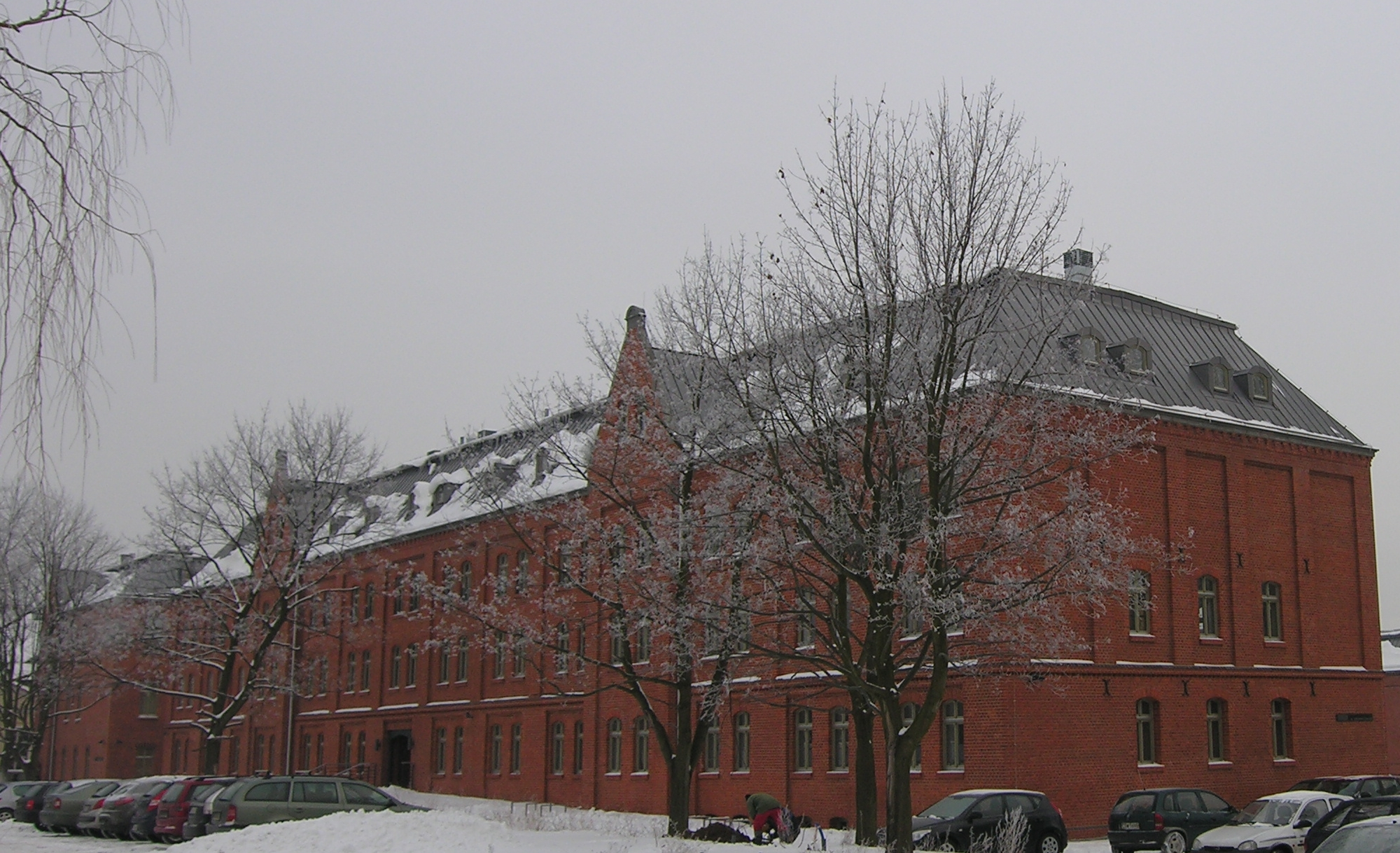
W tych koszarach stacjonował sztab dywizji

- Dowództwo 23 Dywizji Desantowej w Gdańsku–Wrzeszczu
- 93 pułk desantowy – Dziwnów (na bazie 3 pułku piechoty morskiej)
- 34 Budziszyński pułk desantowy – Słupsk
- 79 Pomorski pułk desantowy – Lębork
- 76 pułk desantowy – Gdańsk Wrzeszcz
- 41 Gdański pułk artylerii w Gdańsku–Wrzeszczu
- 11 batalion czołgów średnich – Słupsk
- 29 dywizjon artylerii przeciwlotniczej – Gdańsk
- 93 dywizjon artylerii rakietowej – Kwidzyn
- 37 batalion łączności – Gdańsk Wrzeszcz
- 58 batalion saperów – Brodnica
- 52 kompania rozpoznawcza – Lębork
- 54 kompania obrony przeciwchemicznej – Brodnica
- 23 bateria dowodzenia dowódcy artylerii – Gdańsk Wrzeszcz
- 63 kompania transportowa Gdańsk –Wrzeszcz
- 23 dywizyjne warsztaty uzbrojenia – Gdańsk Wrzeszcz
- 74 ruchome warsztaty naprawy samochodów – Lębork
- 163 ruchome warsztaty naprawy czołgów – Słupsk
- 22 dywizyjny punkt zaopatrzenia – Gdańsk Wrzeszcz

## Przekształcenia
3 i 5 Brygady Obrony Wybrzeża oraz 32 bcz i apanc → 23 Dywizja Piechoty → 23 Dywizja Desantowa → 7 Łużycka Dywizja Desantowa → 7 Łużycka Brygada Obrony Wybrzeża → 1 Gdańska Brygada Obrony Terytorialnej → 1 Gdański batalion Obrony Terytorialnej → 1 batalion 7 Pomorskiej Brygady Obrony Wybrzeża